# Världen

Jorden, eller världen, i plattkartsprojektion.

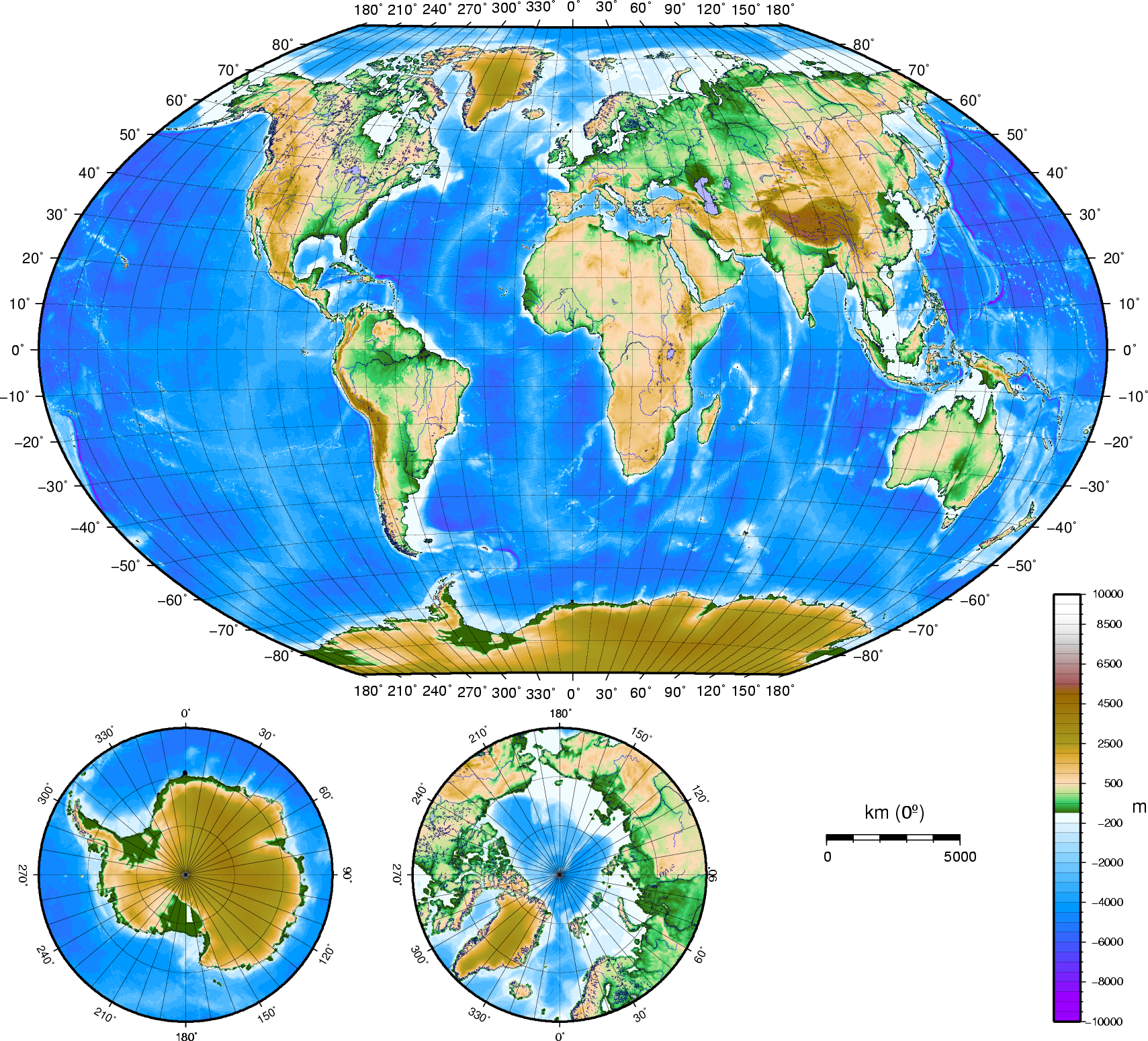
Topografisk karta av världen.

Världen är planeten jorden sedd från en antropocentristisk, eller mänsklig världssyn, en plats bebodd av människor. Benämningen används ofta för att beteckna summan av människans erfarenheter och historia, eller det mänskliga tillståndet i allmänhet. Övrigt djurliv räknas då ibland inte in. Det bor uppskattningsvis 8 miljarder människor i världen.
Särskilt i metafysiska sammanhang så kan värld syfta till allt som utgör verklighet och universum.